# Epicadinus
Epicadinus là một chi nhện trong họ Thomisidae.